# Kylie Live: X2008
Kylie Live: X2008 är en DVD och Blu-ray-skiva av Kylie Minogues tionde konsertturné Kyliex2008. Videon har hela konserten tillsammans med en dokumentär, steg projektioner, konceptuella design och ett fotogalleri.

## DVD
1. "Speakerphone"
2. "Can't Get You Out of My Head"
3. "Ruffle My Feathers"
4. "In Your Eyes"
5. "Heart Beat Rock"
6. "Wow"
7. "Shocked"
8. "Loveboat"
9. "Copacabana"
10. "Spinning Around"
11. "Like a Drug"
12. "Slow"
13. "2 Hearts"
14. "Sometime Samurai"
15. "Come into My World"
16. "Nu-di-ty"
17. "Sensitized"
18. "Flower"
19. "I Believe in You"
20. "On a Night Like This"
21. "Your Disco Needs You"
22. "Kids"
23. "Step Back in Time"
24. "In My Arms"
25. "No More Rain"
26. "The One"
27. "Love at First Sight"
28. "I Should Be So Lucky"

Extra
- 12 Hours… in the life of Kylie Minogue
- Conceptual designers
- Fotogalleri
- KylieX2008 DVD trailer